# Tafí Viejo

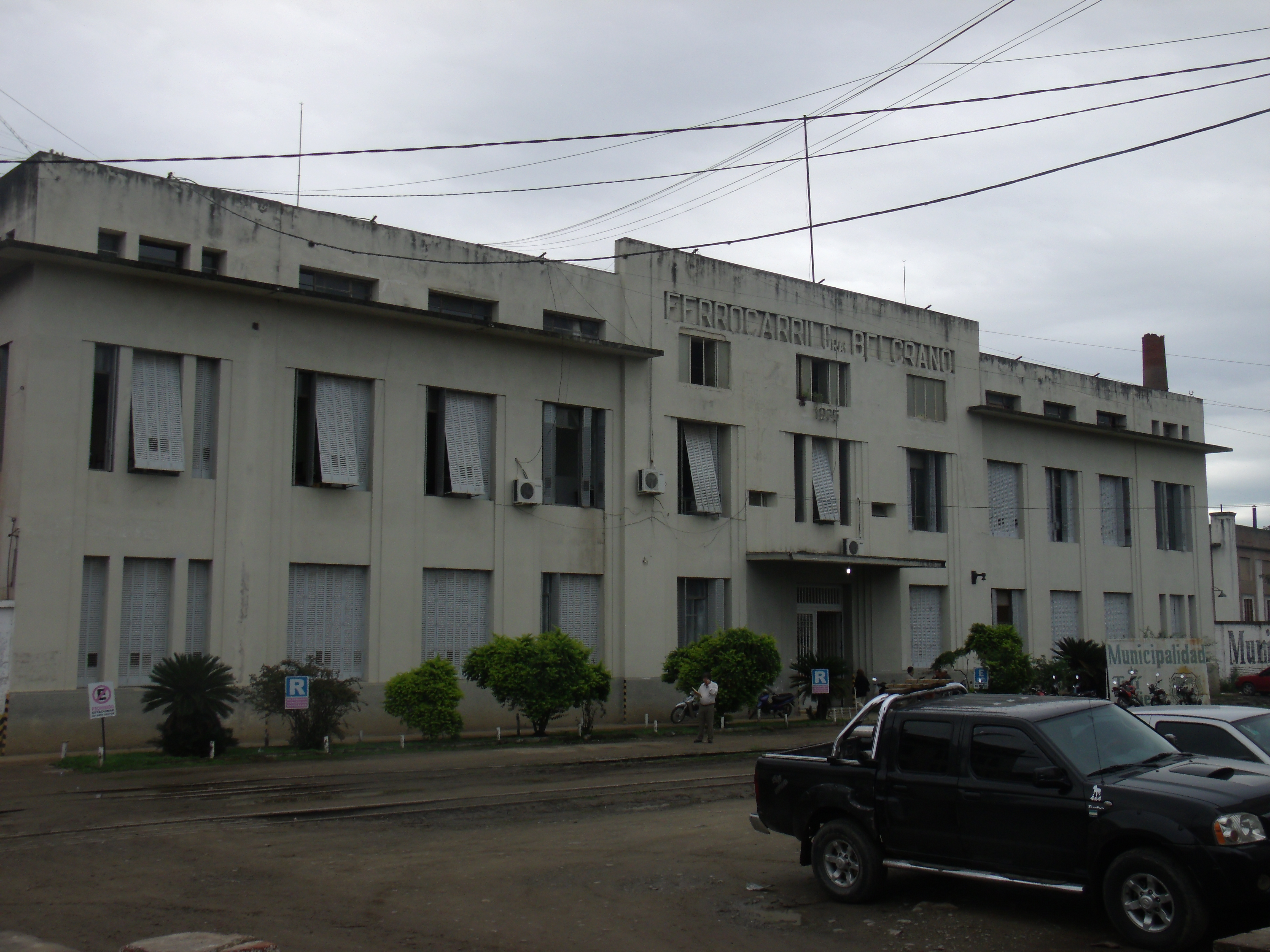
Fachada del edificio de los ex talleres del ferrocarril (hoy funciona parte de la municipalidad) en Tafí Viejo.

Tafí Viejo es una ciudad argentina de la provincia de Tucumán, ubicada a 10 km al noroeste de San Miguel de Tucumán; es la cabecera del departamento homónimo. Fue fundada en 1900.
Es la capital nacional del limón por ser la mayor región productora y exportadora de cítricos del mundo; allí se festeja cada año el Festival Nacional del Limón.

## Población

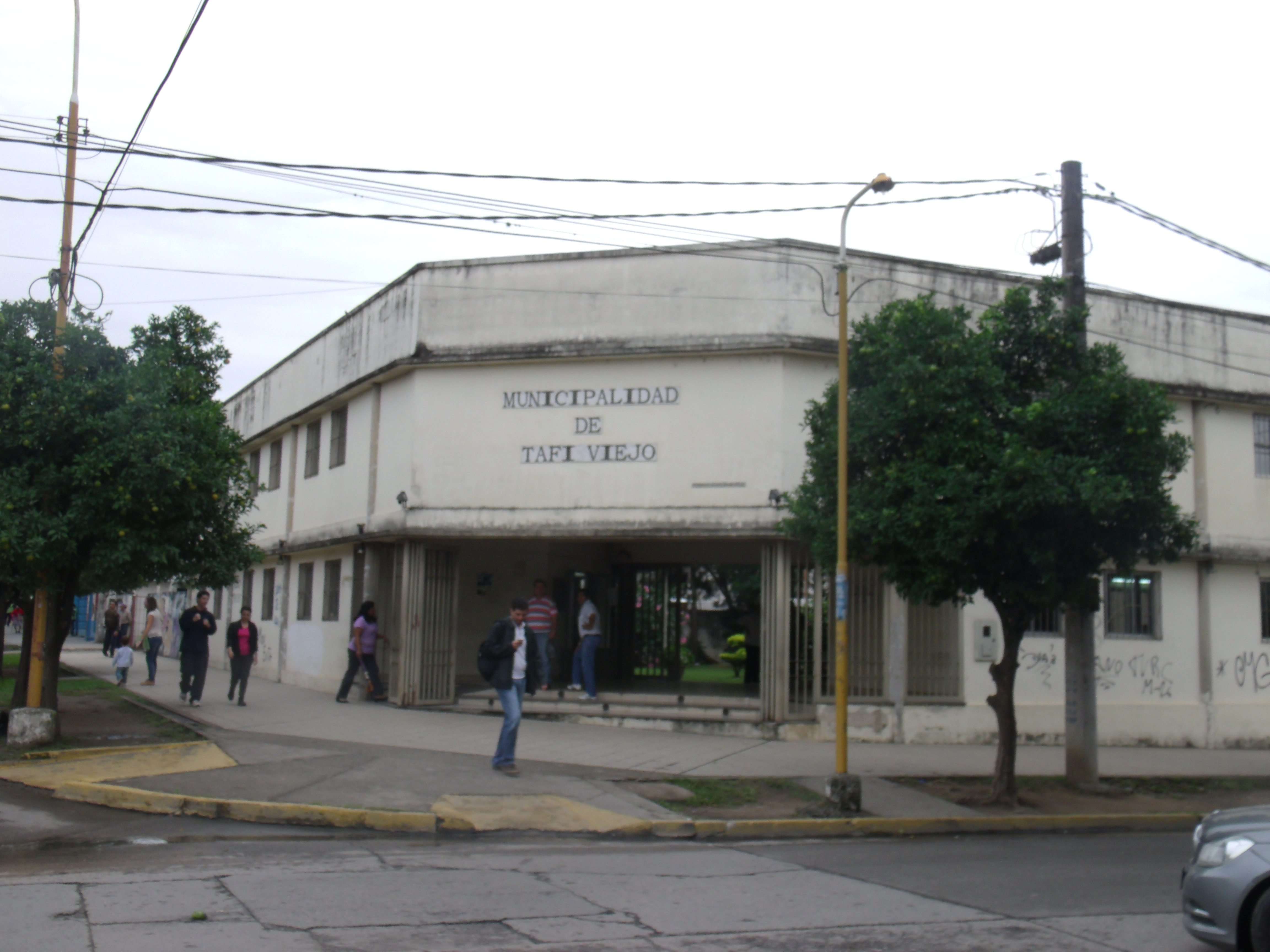
Sede Central de la Municipalidad de Tafí Viejo, se aprecia parte del patio interno.

Cuenta con 39 601 habitantes (Indec, 2010) (sin contar Lomas de Tafí), lo que representa un incremento del 8 % frente a los 36 695 habitantes (Indec, 2001) del censo anterior. En cuanto a su población, no se sabe con exactitud cuántas personas sumaría el emprendimiento Lomas de Tafí, pero se calcula que serán 20 000 habitantes más para la ciudad, lo que la convertiría en la 2.ᵃ ciudad más grande de la provincia luego del Gran San Miguel de Tucumán y por encima de la aglomeración urbana de la ciudad de Concepción.
| Gráfica de evolución demográfica de Tafí Viejo entre 1960 y 2010 |
|                                                                  |
| Fuentes: INDEC                                                   |

## Toponimia
El nombre Tafí data del siglo XVI según el historiador Lizondo Borda. Primitivamente la voz era Taui, corrupción del vocablo aimara Thaaui, cuyo significado es: «lugar donde sopla aire frío o hace mucho frío». Descompuesta, la palabra sería thaa: frío y ui: que expresa el lugar donde hace o se padece frío. Esto se debe a que la ciudad se encuentra a los pies de la Sierra de San Javier, a una mayor altura que San Miguel de Tucumán, y con la consiguiente diferencia en los valores térmicos.

## Historia
Tafí Viejo comenzó como una villa veraniega cercana a la capital provincial, aunque su crecimiento y desarrollo como ciudad está íntimamente ligado a los Talleres Ferroviarios de Tafí Viejo, los cuales fueron considerados entre los más grandes del Cono Sur. Estos trajeron un gran impulso debido al efecto multiplicador de un emprendimiento de tal magnitud. Tan importante fuente de trabajo sedujo a trabajadores de otras provincias y extranjeros que engrosaron la población de la villa. El 2 de junio de 1939, obtuvo el título de municipalidad.
La ciudad fue una las comunidades más florecientes del interior de la provincia, pero con el tiempo el pulso del progreso fue apagándose progresivamente. El cierre de los talleres en 1980, en plena dictadura, significó un duro golpe económico y social. El 24 de enero de 1984, se produjo la reapertura de los mismos bajo el mandato del entonces presidente Raúl Alfonsín quien asistió a la ceremonia. Desde entonces, los talleres han estado funcionando pero de manera mucho más acotada que durante su apogeo.
La ley provincial 4518 que entró en vigencia en agosto de 1976 dispuso una nueva división política territorial lo que se vio reflejado en el surgimiento de la circunscripción administrativa (luego departamento) de Tafí Viejo que se constituyó con el sector sudeste del antiguo departamento Tafí y la franja norte del departamento Capital. La ciudad de Tafí Viejo pasó a ser desde entonces la cabecera departamental.

## Estructura urbana

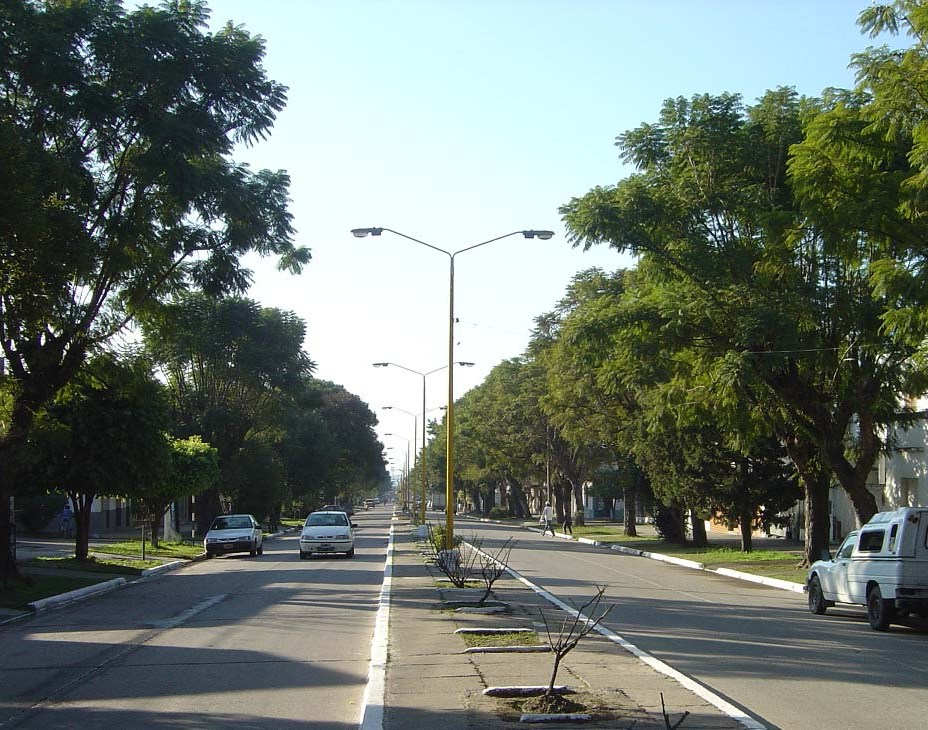
Tafí Viejo (Tucumán): Avenida Leandro N. Alem, principal arteria y centro comercial de la ciudad.

A diferencia de lo que ocurre en la mayoría de las ciudades argentinas, el centro comercial e institucional de la ciudad de Tafí Viejo no se encuentra alrededor de la plaza principal, sino a lo largo de Avenida Leandro N. Alem, verdadero reflejo de la vida social de la localidad. Hacia el este del centro se encuentran los talleres ferroviarios. Otras arterias importantes son la Avenida Julio A. Roca (acceso principal), Av. del Perú sud, la diagonal Raúl Leccese (Ruta Provincial N.º 314) que conecta a esta localidad con la ciudad capital de la provincia, Camino del Perú (Ruta Provincial N.º 315) que la conecta con Yerba Buena, y la Avenida Constitución que la une actualmente con la Autopista Ruta Nacional 9 (Argentina).

## Sismicidad
La sismicidad del área de Tucumán (norte de Argentina) es frecuente y de intensidad baja, y un silencio sísmico de terremotos medios a graves cada 30 años.
- Sismo de 1861: aunque dicha actividad geológica catastrófica ocurre desde épocas prehistóricas, el terremoto de Mendoza del 20 de marzo de 1861 (164 años) con 12 000 muertes,[6] señaló un hito importante dentro de la historia de eventos sísmicos argentinos ya que fue el más fuerte registrado y documentado en el país. A partir del mismo la política de los sucesivos gobiernos del norte y de Cuyo han ido extremando cuidados y restringiendo los códigos de construcción.[5] Y con el terremoto de San Juan del 15 de enero de 1944 (81 años) los gobiernos tomaron estado de la enorme gravedad crónica de sismos de la región.
- Sismo de 1931: de 6,3 de intensidad, el cual destruyó parte de sus edificaciones y abrió numerosas grietas en la zona.[6][5]

## Clima
| Parámetros climáticos promedio de Tafi Viejo Tucumán, Tucumán | Parámetros climáticos promedio de Tafi Viejo Tucumán, Tucumán | Parámetros climáticos promedio de Tafi Viejo Tucumán, Tucumán | Parámetros climáticos promedio de Tafi Viejo Tucumán, Tucumán | Parámetros climáticos promedio de Tafi Viejo Tucumán, Tucumán | Parámetros climáticos promedio de Tafi Viejo Tucumán, Tucumán | Parámetros climáticos promedio de Tafi Viejo Tucumán, Tucumán | Parámetros climáticos promedio de Tafi Viejo Tucumán, Tucumán | Parámetros climáticos promedio de Tafi Viejo Tucumán, Tucumán | Parámetros climáticos promedio de Tafi Viejo Tucumán, Tucumán | Parámetros climáticos promedio de Tafi Viejo Tucumán, Tucumán | Parámetros climáticos promedio de Tafi Viejo Tucumán, Tucumán | Parámetros climáticos promedio de Tafi Viejo Tucumán, Tucumán | Parámetros climáticos promedio de Tafi Viejo Tucumán, Tucumán |
| Mes                                                           | Ene.                                                          | Feb.                                                          | Mar.                                                          | Abr.                                                          | May.                                                          | Jun.                                                          | Jul.                                                          | Ago.                                                          | Sep.                                                          | Oct.                                                          | Nov.                                                          | Dic.                                                          | Anual                                                         |
| ------------------------------------------------------------- | ------------------------------------------------------------- | ------------------------------------------------------------- | ------------------------------------------------------------- | ------------------------------------------------------------- | ------------------------------------------------------------- | ------------------------------------------------------------- | ------------------------------------------------------------- | ------------------------------------------------------------- | ------------------------------------------------------------- | ------------------------------------------------------------- | ------------------------------------------------------------- | ------------------------------------------------------------- | ------------------------------------------------------------- |
| Temp. máx. abs. (°C)                                          | 40.5                                                          | 38                                                            | 36                                                            | 34.2                                                          | 21                                                            | 23.1                                                          | 26                                                            | 31.4                                                          | 34.3                                                          | 35.1                                                          | 37                                                            | 38                                                            | 40.5                                                          |
| Temp. máx. media (°C)                                         | 30.3                                                          | 28                                                            | 21.1                                                          | 18                                                            | 15.1                                                          | 10                                                            | 13.1                                                          | 16                                                            | 24.5                                                          | 29.0                                                          | 22                                                            | 26                                                            | 23                                                            |
| Temp. mín. media (°C)                                         | 17.1                                                          | 18.4                                                          | 14                                                            | 14.1                                                          | 10                                                            | 4.1                                                           | 5.4                                                           | 4.1                                                           | 10.6                                                          | 15.1                                                          | 15.1                                                          | 17.1                                                          | 10                                                            |
| Temp. mín. abs. (°C)                                          | 15.1                                                          | 15                                                            | 10                                                            | 4.1                                                           | 2.1                                                           | 3.1                                                           | −11.7                                                         | -6.1                                                          | 6.7                                                           | 3.1                                                           | 11.1                                                          | 14.1                                                          | -11.7                                                         |
| Precipitación total (mm)                                      | 201                                                           | 163                                                           | 175                                                           | 89                                                            | 38                                                            | 24                                                            | 15                                                            | 12                                                            | 80                                                            | 100                                                           | 113                                                           | 151                                                           | 1.155                                                         |
| Fuente: Servicio Meteorológico nacional septiembre de 2018    |                                                               |                                                               |                                                               |                                                               |                                                               |                                                               |                                                               |                                                               |                                                               |                                                               |                                                               |                                                               |                                                               |

## Lomas de Tafí
El 28 de diciembre de 2008 fue inaugurado el Complejo Habitacional Lomas de Tafí. El emprendimiento fue desarrollado por el Instituto Provincial de Vivienda y Desarrollo Urbano. El complejo está compuesto por barrios interconectados entre sí, en los cuales hay escuelas, comisarías y espacios verdes destinados a la recreación. Durante el primer mes, las líneas de ómnibus 101 y 131 ingresaron al primer barrio en el cual se entregaron viviendas y se comenzaron a abrir comercios. Hoy cuenta con varias líneas de ómnibus (además de las mencionadas), un centro comercial, un supermercado, complejos deportivos y gimnasios.